# 松平重茂
松平 重茂（まつだいら しげもち、天文11年（1542年） - 弘治4年2月5日（1558年2月23日））は、戦国時代の武将。通称般若助、半弥助。

## 略歴
能見松平家松平重吉の次男として生まれる。弘治4年（1558年）2月5日、寺部城の戦いに従軍し討死した 。享年17 。